# Tanabi
Tanabi – miasto i gmina w Brazylii, w stanie São Paulo. Znajduje się w mezoregionie São José do Rio Preto i mikroregionie São José do Rio Preto.
W mieście ma siedzibę klub piłkarski Tanabi EC.